# Habenaria richardsiae
Habenaria richardsiae är en orkidéart som beskrevs av Victor Samuel Summerhayes. Habenaria richardsiae ingår i släktet Habenaria och familjen orkidéer. Inga underarter finns listade i Catalogue of Life.